# خوان بابلو فاسي
خوان بابلو فاسي (بالإسبانية: Juan Pablo Fassi)‏ هو لاعب كرة قدم مكسيكي في مركز الوسط، ولد في 16 أغسطس 1994 في Cuauhtémoc, Mexico City ‏ في المكسيك. لعب مع نادي بويبلا.